# Marko Matvere
Marko Matvere (Pärnu, Estonia, 4 de febrero de 1968) es un músico, cantante, actor de cine, televisión y doblaje y presentador de televisión estonio.
Ha trabajado en diferentes series de televisión, películas, musicales y ha doblado su voz en dos películas de animación.
Presentó Festival de la Canción de Eurovisión 2002 celebrado en Tallin.
Está casado con Tiina Matvere y tiene un hijo llamado Oskar.

## Biografía
Nacido en la ciudad estonia de Pärnu en el año 1968.
Realizó sus estudios profesionales de música y arte dramático en la Academia de Música y Teatro de Estonia en Tallin en el año 1990. Tres años más tarde en 1993, comenzó su carrera como actor realizando un papel en la película Suflöör, donde posteriormente ha realizado numerosas películas, también como actor debutó en televisión en el año 1995, apareciendo en la serie de televisión Wikmani poisid basada en la novela del escritor estonio Jaan Kross emitida en el canal Eesti Televisioon (ETV), donde ha interpretado numerosos papeles en diferentes series, y en teatro ha actuado en obras teatrales como Mercutio, Romeo y Julieta, Hamlet de William Shakespeare, Tartufo de Molière, Los tres mosqueteros de Alexandre Dumas, etc.
Está considerado como uno de los actores más conocidos de Estonia.
En el mundo de los musicales, ha actuado en el papel de Javert en Los miserables de Arnold Schönberg, en Miss Saigón de Claude-Michel Schönberg, El rey y yo de Richard Rodgers y Oscar Hammerstein II, etc. Ha dirigido musicales como Chicago y Carmen junto al cantante Jaan Tätte.
También ha trabajado como actor de doblaje en dos películas de cine de animación, comenzando en el año 2001 en Lepatriinude jõulud con el papel de Pedro y posteriormente en el año 2006 en Lotte from Gadgetville con el papel de Mati.
Marko Matvere, presentó junto ala cantante Annely Peebo, la XLVII edición del Festival de la Canción de Eurovisión 2002 celebrado en el Saku Suurhall de la ciudad de Tallin.
A lo largo de su carrera profesional, ha recibido numerosos premios como en el Festival Internacional de Teatro de Toruń, el premio de la Asociación de Teatro de Estonia, el premio de teatro de Tallin y demás.

## Filmografía

### Televisión
- Wikami poisid (1995), como Penno.
- M Klubi (1996), como Maahärra.
- Bekännelsen (2001), como Peeter.
- Kodu keset linna (2004), Mihkel.
- Tusenbröder (2006), como el vendedor.
- Ohtlik prestar (2006-2007), como Andres Västrik.
- Tuulepealne maa (2008) como Artur Kallaste.

### Cine

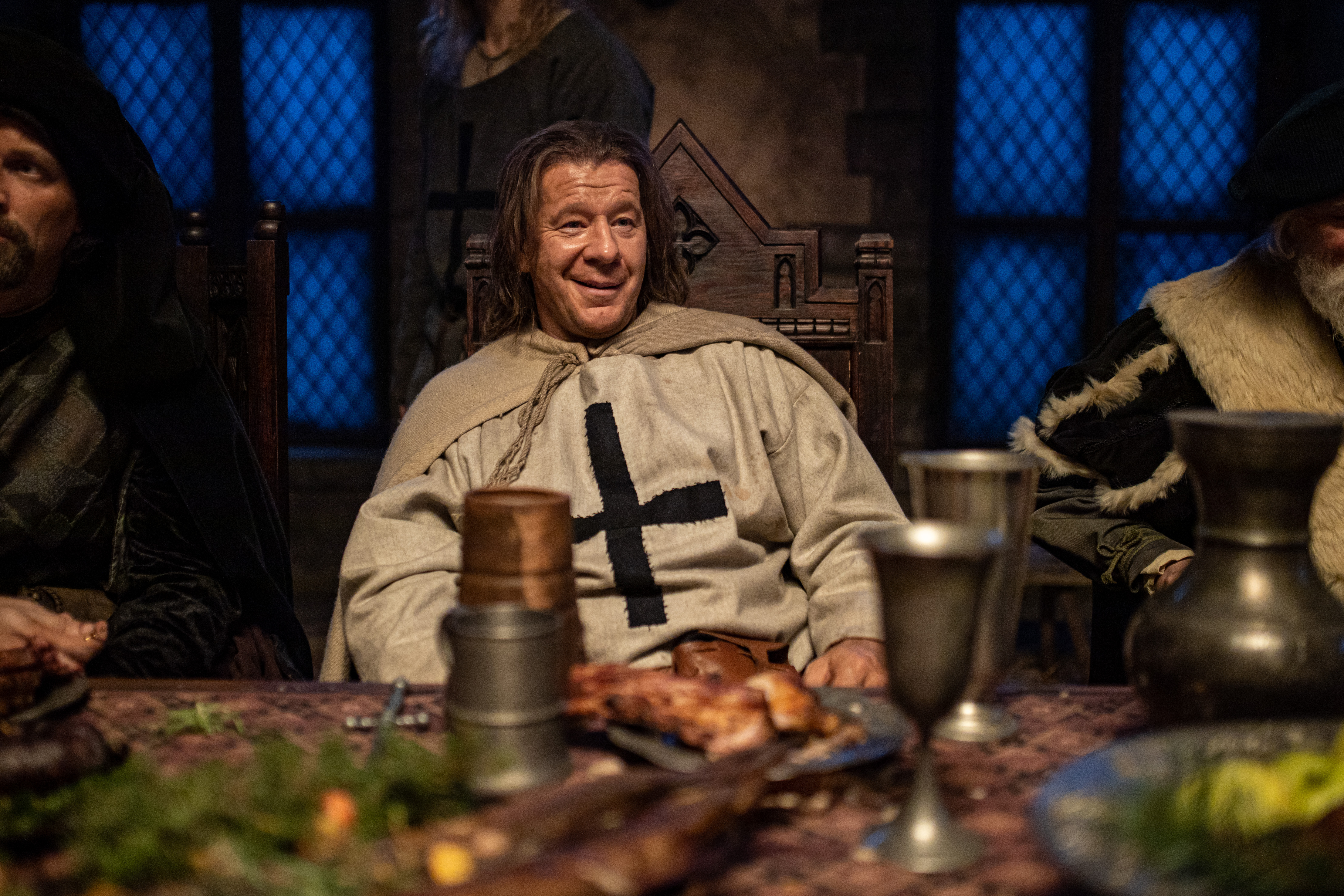
"Apteeker Melchior" (2022)

- Suflöör (1996), con un papel secundario.
- Firewater (1994), como Pilli-Villu.
- Vanad ja kobedad saavad jalad alla (2003), como guardabosque.
- Vana daami visiit (2006), como Roby Bodyguard.
- Georg (2007), como Georg Ots.
- "Apteeker Melchior" (2022), como Ruprecht von Spanheim.

### Doblaje
- Lepatriinude jõulud (2001), como Pedro.
- Lotte from Gadgetville (2006), como Mati.

## Premios
- Premio al Joven Actor en el Festival Internacional de Teatro de Toruń, 1992.
- Premio al Mejor Actor en el Festival de Teatro de Tallin, 1995, 1996, 1998 y 1999.
- Premio de la Asociación de Teatro de Estonia, 1996.
- Premio Ants Lauter, 1996.
- Premio al Mejor Actor en el Festival Nacional de Teatro, 1997.

## Literatura
- Ivika Sillar (2000). Eesti Elulood Tallinn. Estonia: TMK. ISBN 9985700643.